# Cantone di Lombez
Il Cantone di Lombez era una divisione amministrativa dell'arrondissement di Auch, con capoluogo Lombez.
Situato nel dipartimento di Gers e nella regione dei Midi-Pirenei, ha un'altitudine compresa fra i 162 metri sul livello del mare di Lombez e i 346 metri sul livello del mare di Montpézat.
A seguito della riforma approvata con decreto del 26 febbraio 2014, che ha avuto attuazione dopo le elezioni dipartimentali del 2015, è stato soppresso.

## Composizione
Il cantone aveva una popolazione di 5 611 abitanti (secondo il censimento del 2009) e comprendeva 25 comuni. Eccone l'elenco: 
- Betcave-Aguin
- Cadeillan
- Espaon
- Garravet
- Gaujac
- Gaujan
- Laymont
- Lombez
- Meilhan
- Mongausy
- Montadet
- Montamat
- Montégut-Savès
- Montpézat
- Pellefigue
- Puylausic
- Sabaillan
- Saint-Élix
- Saint-Lizier-du-Planté
- Saint-Loube
- Sauveterre
- Sauvimont
- Simorre
- Tournan
- Villefranche